# 李春開
李春開（？—？），字幼實，號泰寰，山東濟南府長山縣人，民籍，明朝政治人物。

## 生平
隆庆四年（1570年）庚午科山東鄉試第七十三名，萬曆十一年（1583年）癸未科會試第二百六十九名，登三甲第一百九十八名進士。刑部觀政，十二年授扬州府推官，十七年十月考选吏科给事中，十八年养病，二十年調簡。

## 家族
曾祖李淨；祖父李淮，贈徵仕郎衛經歷；父李光代，曾任徵仕郎州判官。前母陳氏；前母劉氏（贈孺人）；母金氏（封孺人）。